# Султан Халил-хан
Султа́н Ха́лил-хан (перс. سلطان خلیل خان‎ от араб. خلیل‎ [Khalīl] — «близкий друг», преданный», «любимый»; конец XV века, Моголистан — 1508, Ахсикет) — кыргызский хан, потомок Чагатая и Туглук-Тимура. Сын Султан-Ахмад-хана, брат Султан Саид-хана, двоюродный брат Бабура по чингизидской линии.

## Биография

### Происхождение
Халил-хан был сыном Алача-хана и происходил из династии Чагатаидов. Средневековый хронист Мирза Мухаммад Хайдар в «Тарих-и Рашиди» сообщает, что Султан Халил был шестым сыном по счёту:

У Султан Ахмад хана было восемнадцать сыновей, старше всех был Мансур хан. <...> Шестым из них был Султан Халил султан. Некоторые обстоятельства его жизни будут упомянуты во время [описания] жизни Султан Са'ид хана.— «Тарих-и Рашиди».

### Правление
После смерти Алача-хана между его сыновьями разгорелась междоусобная борьба за власть, в которую включился и Махмуд-хан. В связи с этим Халил-султан и Саид-султан бежали к кыргызам. Согласно «Тарих-и Рашиди», кыргызы провозгласили Халил-султана своим государем, а Саид-султан прожил среди них около четырёх лет:

Одним словом, раненый, с величайшими трудностями [хан] присоединился к брату Султан Халил султану. Султан Халил султан после смерти отца бежал от Мансур хана, прибыл в Моголистан и присоединился к киргизам — львам рощ Моголистана, и они избрали его своим государем. Долгое время [хан] был с братом. В итоге между ними, [с одной стороны], и Султан Махмуд ханом и Мансур ханом — [с другой], произошло много побед и поражений, много столкновений, случались большие сражения и удивительные события.— «Тарих-и Рашиди»
Казахстанский историк Н. Атыгаев отмечает, что в XVI веке кыргызы стали привлекать Туглуктимуридов в качестве номинальных правителей, чтобы легитимизировать своё политическое объединение. Кыргызские историки А. М. Мокеев и Б. М. Джамгерчинов отмечают, что, провозгласив Султана Халила своим правителем, кыргызские феодалы открыто заявили о намерении придать своему улусу статус независимого государства.

### Смерть
После поражения в битве при Алмату от Мансур-хана, Султан Халил-хан бежал в Фергану и погиб там в 1508 году. Его преемником должен был стать его сын Баба-султан, однако, из-за интриг Саид Мухаммад-Мирзы, Баба-султан так и не смог стать киргизским ханом.

## Семья
- Баба-султан – единственный сын Султан Халил-хана. Он был совсем маленьким, когда его отца утопили в реке Ахси в 1508 году по приказу Жанибек-султана. Он умер в Индии, на службе у Бабур-шаха.[8]

### Книги
- О. К. Караев. Чагатайский улус. Государство Хайду. Могулистан. Образование кыргызского народа. — Бишкек: Кыргызстан, 1995. — 160 с.
- К. А. Пищулина. Юго-Восточный Казахстан в середине ХІV – начале ХVІ веков (вопросы политической и социально-экономической истории). — Алма-Ата: «НАУКА» Казахской ССР, 1977. — 289 с.
- Н. Атыгаев. Казахское ханство: очерки внешнеполитической истории XV—XVII веков. — Алматы: МКТУ им. Ходжа Ахмета Яссави, 2023. — 225 с. — ISBN 978-601-7805-24-1.

### Статьи
- А. М. Мокеев, М. Б. Джамгерчинов. Киргизстан в XVI – в первой половине XVIII вв // История Киргизской ССР: с древнейших времён до середины XIX вв  / ред. М. Б. Джамгерчинов, О. К. Караев, В. М. Массон, В. П. Мокрынин, глав ред: В. М. Плоских. — Фрунзе: Издательство «Кыргызстан», 1984. — Т. 1. — С. 442—476.
- Р. А. Абдуманапов. К вопросу о личности Мухаммеда-кыргыза // Политические, социально-экономические и этнокультурные процессы в Евразии в средневековый период. — Барнаул: Алтайский государственный университет, 2024. — С. 168—179. — ISSN 978-5-7904-2872-2.